# Romolo Lazzaretti
Romolo Lazzaretti (né le 17 novembre 1895 à Arcidosso en Italie et mort le 9 juin 1979) est un coureur cycliste italien du début du XXe siècle.

## Palmarès
- 1922
  - 9e du Tour d'Italie
- 1924
  - 10e étape du Tour d'Italie
  - Corsa del XX Settembre

### Classiques
- Milan-San Remo

1925 : 19e
- Tour de Lombardie

1922 : 21e

## Résultats sur les grands tours

### Tour de France
- 1925 : abandon (1re étape)

### Tour d'Italie
- 1922 : 9e
- 1923 : 32e
- 1924 : 18e
- 1926 : 26e